# Elizabeth Colwell

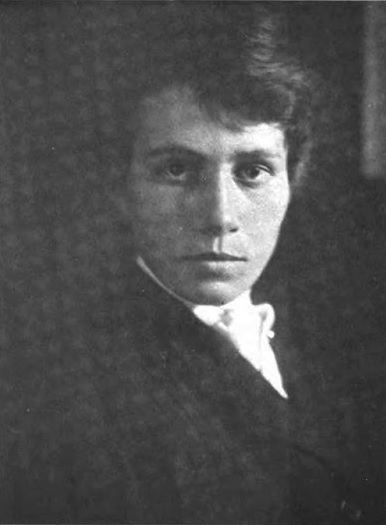
Porträt von Elizabeth Colwell (1913)

Martha Elizabeth Colwell (24. Mai 1881 – 18. Oktober 1961) war eine amerikanische Grafikerin, Typografin und Schriftstellerin.

## Leben
Colwell wurde in Bronson, Michigan, geboren; Laut der US-Volkszählung von 1880 lebte ihre Familie, darunter die Eltern Elisha und Nancy sowie die Geschwister Frederic, Albert, Fernando, William und Laura, auf einer Farm in Burr Oak.

## Werdegang
Colwell studierte an der School of the Art Institute of Chicago. Zu ihren Lehrern gehörten John Vanderpoel und Bror Julius Olsson Nordfeldt, von denen letzterer sie die Kunst des japanischen Holzschnittdrucks lehrte. Nachdem sie 1899 Thomas Wood Stevens kennengelernt hatte, begann sie, Illustrationen und Gedichte für Ausgaben der Zeitschrift The Blue Sky beizusteuern.

## Karriere

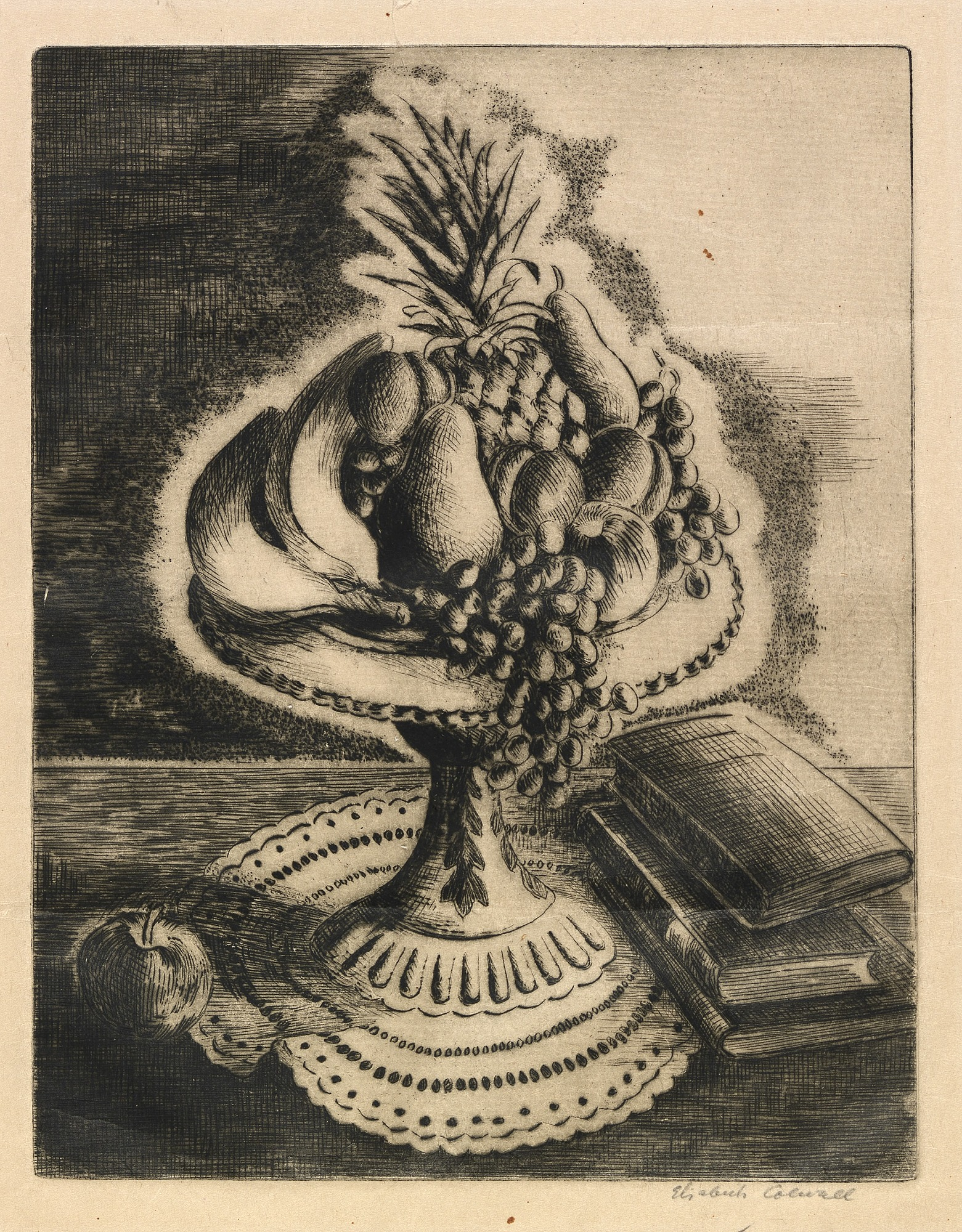
Bowl of Fruit. Radierung von Colwell für das Federal Art Project (1940)

Während ihrer Karriere arbeitete Colwell in der Werbung und war für ihre handgeschriebenen Zeitungsanzeigen bekannt.
1909 veröffentlichte sie den Gedichtband Songs and Sonnets, den sie selbst gestaltete und illustrierte; im Laufe ihrer Karriere veröffentlichte sie weitere Bücher dieser Art.
1910 erschien der Band On the Making of Wood-Block-Color Prints. Für American Type Founders entwarf Colwell 1916 die Displayschrift Colwell Handletter und ihre Italic.
In einer Ausstellung über die Geschichte des Schriftdesigns in den USA im Jahr 1947 wurde sie als einzige damals bekannte amerikanische Schriftdesignerin hervorgehoben.
In den 1930er Jahren war sie mit der Works Progress Administration verbunden; Eines ihrer Gemälde aus dieser Zeit, Bowl of Fruit in Aquarell und Tempera auf Holz, befindet sich im Besitz der Western Illinois University. Mehrere weitere Werke befinden sich in der Sammlung des Fine Arts Museums of San Francisco. Colwell stellte im Laufe ihrer Karriere zahlreiche Ausstellungen aus und war Mitglied der Chicago Society of Artists sowie der Chicago and New York Societies of Etchers.

## Weiterführende links
- American Type Founders specimen book, 1923 – Colwell Handletter is shown extensively on pages 292-7

| Personendaten    | Personendaten                                             |
| ---------------- | --------------------------------------------------------- |
| NAME             | Colwell, Elizabeth                                        |
| ALTERNATIVNAMEN  | Colwell, Martha Elizabeth (vollständiger Name)            |
| KURZBESCHREIBUNG | amerikanische Grafikerin, Typografin und Schriftstellerin |
| GEBURTSDATUM     | 24. Mai 1881                                              |
| GEBURTSORT       | Bronson (Michigan)                                        |
| STERBEDATUM      | 18. Oktober 1961                                          |